# Togoré-Coumbé
Togoré-Coumbé est une commune du Mali, dans le cercle de Ténenkou et la région de Mopti.

## Histoire
En novembre 2016, les élections municipales ne peuvent pas se tenir dans la commune pour des raisons de sécurité.